# Vlag van Koggenland

Vlag van de gemeente Koggenland

De vlag van Koggenland is nimmer officieel vastgesteld als de gemeentevlag van de Noord-Hollandse gemeente Koggenland, maar werd wel als zodanig gebruikt. De vlag kan als volgt worden beschreven:
Gegeerd van tien stukken: blauw - geel - blauw - wit - blauw- geel - blauw - wit - blauw - geel, rond een punt op 1/3 van de vlaglengte; de eerst beschreven geer bevindt zich in het midden van de hijszijde; de hoogte-lengteverhouding van de vlag is gelijk aan 2:3.
De vlag lijkt sterk als de gemeentevlag van Noorder-Koggenland. De vlag is als een van de weinige gemeentevlaggen niet op het gemeentewapen gebaseerd. De betekenis van de kleuren is niet bekend. In de geren kan men de letter K zien. De letter K is de beginletter van Koggenland.
De gemeente  gebruikt een logovlag bij het gemeentehuis.

## Verwant symbool

Vlag van Noorder-Koggenland

Aalsmeer · Alkmaar · Amstelveen · Amsterdam · Bergen · Beverwijk · Blaricum · Bloemendaal · Castricum · Den Helder · Diemen · Dijk en Waard · Drechterland · Edam-Volendam · Enkhuizen · Gooise Meren · Haarlem · Haarlemmermeer · Heemskerk · Heemstede · Heiloo · Hilversum · Hollands Kroon · Hoorn · Huizen · Koggenland · Landsmeer · Laren · Medemblik · Oostzaan · Opmeer · Ouder-Amstel · Purmerend · Schagen · Stede Broec · Texel · Uitgeest · Uithoorn · Velsen · Waterland · Wijdemeren · Wormerland · Zaanstad · Zandvoort